# 1272년

## 연호
- 남송(南宋) 함순(咸淳) 8년
- 원(元) 지원(至元) 9년
- 일본(日本) 분에이(文永) 9년
- 쩐 왕조(陳朝) 티에우롱(紹隆) 15년

## 기년
- 남송(南宋) 도종(度宗) 8년
- 원(元) 세조(世祖) 13년
- 고려(高麗) 원종(元宗) 13년
- 쩐 왕조(陳朝) 성종(聖宗) 15년